# Wilhelm Hermannus Kerkhoven
Wilhelm Hermannus Kerkhoven (Haaksbergen, 10 oktober 1804 - Ruurlo, 8 juni 1887) was een Nederlandse burgemeester.

## Leven en werk
Kerkhoven werd in Haaksbergen geboren als zoon van de schoolmeester Derk Jan Kerkhoven en van Cornelia Herberdina Diderica Scholten. Hij was van beroep rentmeester van het Kasteel Ruurlo toen hij op 7 januari 1836 trouwde met Johanna Aleida Luitjes, dochter van de burgemeester van Ruurlo Jan Arnold Luitjes. Twee jaar later overleed zijn schoonvader. Twee maanden na diens overlijden werd hij benoemd tot zijn opvolger als burgemeester van Ruurlo. Hij zou deze functie gecombineerd met de al door hem vervulde functie van secretaris van de gemeente bijna vijftig jaar uitoefenen. Daarnaast was hij van 1828 tot 1872 rentmeester van het Huis Ruurlo. Op zijn verzoek kreeg hij per 27 december 1886 eervol ontslag verleend als burgemeester en secretaris van de gemeente Ruurlo. Nog geen half jaar na het beëindigen van zijn burgemeestersloopbaan overleed hij in juni 1887 op 82-jarige leeftijd in zijn woonplaats Ruurlo.